# Український центризм
Український центризм або Україноцентри́зм — світоглядна і філософська позиція, політична та соціально-економічна концепція, центральними тезами якої є:
- У зовнішній політиці — побудова власної самостійної логічної стратегії досягнення визначених цілей у взаємовідносинах з іншими країнами (особливо сусідніми) на рівних умовах з точки зору реалізму і прагматизму;
- У внутрішній політиці — побудова та виконання соціально-економічної моделі розвитку країни, спираючись при цьому, здебільшого, на власні сили;
- У культурі — переосмислення власної історії і пошук істини в ній, підтримка національної гідності, захист національної спадщини тощо;
- У філософії — на все, що відбувається у світі, треба дивитися українськими очима і мати власний погляд і оцінку.

Основою для україноцентризму є історичне минуле України, яка не раз ставала регіональною або світовою державою-лідером. Наприклад, за часів Київської Русі, Україна на рівних виступала з Візантійською імперією — найпотужнішою державою раннього середньовіччя. А згоду київського князя Ярослава Мудрого віддати свою дочку заміж за французького короля фактично дорівнювало прийняттю його країни в список найпрестижніших держав.
Наступним кроком зазвичай називають гетьманський період, коли Україна зайняла гідне місце однієї з найпотужніших держав регіону. Вважається, що українські козацькі війська стали вирішальною силою, яка дозволила зупинити мусульманське нашестя на Європу (османів). Історики згодні з тим, що саме завдяки Україні зберегла своє існування Австро-Угорщина (у Відні може побачити церкву на честь українських козаків, які врятували її від поневолення турками).
Прихильники україноцентризму вважають, що головною основою для всіх перемог України завжди була саме ця ідея, яка передбачала власний державницький шлях розвитку, а не сумнівне входження в різні військово-політичні блоки зі своїми сусідами, які в усі часи намагалися досягти власних інтересів за український рахунок. Це стосується як західного, так і східного курсів України. Наприклад, входження Київської Русі до складу Великого Литовського Князівства, а в подальшому — Речі Посполитої — нівелювали національну самоідентичність України і українське православ'я як основний зміст української національної самобутності, а висновок Богдана Хмельницького щодо військового союзу України з Росією за результатами Переяславської ради відкрило прямий шлях до ліквідації українства як історичного явища, що стало наслідком поглинання України Росією.